# Kadiïvka
Kadiïvka (in ucraino Кадіївка?) o Kadievka (in russo Кадиевка?) o Stachanov (in russo Стаханов?) è de iure una città dell'Ucraina situata nell'oblast' di Luhans'k, una delle 24 province dell'Ucraina, nel sud-est del paese, ma dall'aprìle 2014 è de facto parte della Repubblica Popolare di Lugansk a sostegno della Russia. La denominazione attuale è stata decisa nel 2016 dalle autorità ucraine, ma non è riconosciuta dalle autorità della Repubblica Popolare, per le quali la città conserva il nome di Stachanov (in russo Стаханов?).
Nella seconda guerra mondiale ospitò un campo di lavoro forzato per prigionieri tedeschi.

## Origini del nome
Dal 1937 al 1940 la città si è chiamata Sergo (in russo Серго?; in ucraino Серго?, Serho) in onore di Sergo Ordžonikidze, precedentemente e dal 1940 al 1978 si è chiamata Kadievka o Kadiïvka. Nel 1978 ha assunto il nome di Stachanov in onore del celebre minatore Aleksej Grigor'evič Stachanov, che qui iniziò la sua attività lavorativa.
Il 12 maggio 2016 la Verchovna Rada ha rinominato la città in Kadiïvka, mentre per le autorità della Repubblica Popolare di Lugansk la città continua a chiamarsi Stachanov.

## Società

### Lingue e dialetti
| Madrelingua      | 2001 (%) |
| ---------------- | -------- |
| Russo            | 59,2     |
| Ucraino          | 38,9     |
| Tataro di Crimea | 1,1%     |
| Bielorusso       | 0,6%     |

## Economia
L'economia della città si basa principalmente sull'industria estrattiva, legata in particolare alla presenza delle miniere di carbone.